# ابراهیم بن هشام
ابراهیم بن هشام بن اسماعیل مخزومی (؟ - پس از ۷۷۳م /۱۱۵ق) امیر حجازی و دایی هشام بن عبدالملک بود. به سخت‌گیری در امور شهرت داشت. او امیر مدینه بود و هم اوست که یحیی بن عروه به‌دستش کشته شد. در سال ۱۰۵ق حج گزارد، به امارت مدینه، مکه و طائف رسید. شکایت‌های خاندان زبیری و دیگران از او بسیار شد و هشام بن عبدالملک او را برکنار کند. از سال ۱۱۵ق دیگر در متون نشانی از او نیست.